# Holsnøy
Holsnøy és una illa del municipi de Meland, en el comtat de Hordaland, a Noruega. Té 88.8 km² (34.3 sq mi) i és l'illa més gran del municipi, i acapara el 98% de l'àrea del municipi de Meland. El punt més alt de l'illa és el Eldsfjellet de 324 metres (1,063 ft) d'altitud, una muntanya localitzada aproximadament 2 quilòmetres (1.2 mi) al nord del poble de Rossland. L'illa és muntanyosa i pantanosa, amb la majoria dels residents que viuen al llarg de la riba del sud. El poblat més gran de l'illa és el poble de Frekhaug en la riba del sud. L'illa se situa al nord-oest del continent, entre les illes de Radøy al nord i Askøy al sud.
L'illa és connectada a la xarxa de carreteres del continent per una sèrie de ponts. El pont Krossnessundet connecta la punta del sud de l'illa a l'illa petita de Flatøy, just a l'est. L'illa de Flatøy està connectada a Knarvik a l'est de la península Lindås pel pont de Hagelsund i Flatøy està també connectada a Bergen al sud de la península d'Åsane pel pont de Nordhordland Pont.

## La Mansió Frekhaug
La mansió Frekhaug (Frekhaug hovedgård/Frekhaug manor) és una casa localitzada al costat sud-est de Holsnøy. La casa principal és una casa de troncs de dues plantes amb plafons pintats de color blanc i de sostre alt. L'edifici té un portal d'estil rococó. L'edifici es va construir probablement en la dècada del 1780 i està envoltat per parets de granit. L'any 1780, la granja va ser comprada pel capità Cort Abrahamsen Holtermann (1730–1813). Des del 1914 la granja i la mansió han estat propietat del Nordhordland (Nordhordland indremisjon).